# Фольквин Теруанский
Фольквин (фр. Folquin; умер 15 декабря 855, Эскельбек) — епископ Теруана в 816/817—855 годы. Святой, почитаемый Римско-католической церковью (день памяти — 14 декабря).

## Биография

### Происхождение
Фольквин происходил из побочной ветви династии Каролингов. Согласно житию святого, написанному во второй половине X века, его отцом был Иероним, внебрачный сын майордома Франкского государства Карла Мартелла, матерью — вестготка Эркенсинда. С детства предназначенный родителями для церковной жизни, Фольквин получил духовное образование, став, по словам жития, одним из лучших знатоков Священного Писания своего времени.

### Избрание епископом Теруана
Отказавшись от придворной карьеры, Фольквин удалился в один из монастырей, расположенных в окрестностях Теруана. Став здесь известным своей праведной жизнью, в конце 816 года он был избран духовенством и народом этого города в преемники скончавшегося епископа Гримбальда. Получив на это согласие императора Людовика I Благочестивого, в начале 817 года Фольквин был рукоположен в епископский сан. Вероятно, эту церемонию провёл архиепископ Реймса Эббон, глава митрополии, в которую входила Теруанская епархия.
Взойдя на епископскую кафедру, Фольквин все свои усилия направил на исправление церковной дисциплины, во многом забытой при его предшественниках, а также заботе о пастве, сильно страдавшей от начавшихся в это время набегов викингов. Житие святого описывает его как благотворителя простых людей и порицателя злоупотреблений знати, не любившего посещать королевский двор, но уважаемого многими придворными за своё благочестие.

### Конфликт с Гуго Сен-Кантенским
В 839 году император Людовик Благочестивый поручил Фольквину урегулировать спор между монастырями Сен-Бертин и Сент-Омер, находившимися на территории Теруанской епархии. Ранее второй из них был дочерней обителью первого, но бертинский аббат Фредегиз в 820 году разделил эти два монастыря, в Сен-Бертине поселив монахов-бенедиктинцев, а в Сент-Омере — каноников. Преемник Фредегиза, императорский архиканцлер Гуго Сен-Кантенский, вновь попытался восстановить былое единство, но встретил в этом намерении упорное сопротивление братии Сент-Омера. Рассмотрев доводы обеих сторон, Фольквин принял компромиссное решение, сохранявшее независимость Сент-Омера, но дающее право аббатам Сен-Бертина на пользование частью имущества отделившегося монастыря.
Аббат Гуго не был доволен этим решением, считая, что потеря Сент-Омера сильно уменьшила влияние и богатство его обители. Чтобы компенсировать эту утрату, в 843 году он решил похитить и перевезти в один из подчинённых ему монастырей главную реликвию епархии — мощи святого Омера, хранившиеся в кафедральном храме Теруана. Собрав отряд воинов, якобы для помощи королю Карлу II Лысому, и заручившись поддержкой предателя, монаха Мавра, которому было поручено охранять реликвии, во время одного из отъездов Фольквина из города Гуго беспрепятственно вошёл в Теруан. Захватив святые мощи, он намеревался доставить их в Сен-Кантен, но 8 июня на берегу Лиса был настигнут ополчением теруанцев во главе с самим епископом. В произошедшем здесь бою победу одержало войско Фольквина. Гуго Сен-Кантенский бежал, а мощи святого Омера были торжественно возвращены в кафедральный собор.

### Перенесение мощей
В 846 году епископ Фольквин, опасаясь возможного нападения на Теруан норманнов, укрыл наиболее ценные реликвии своей епархии: мощи святого Омера были спрятаны в склепе в церкви Нотр-Дам-де-Теруан, а мощи святых Бертина и Винока — под алтарём церкви Сен-Пьер.

### Участие в церковных соборах
За время своего управления Теруанской епархией епископ Фольквин участвовал в работе нескольких церковных соборов. В августе 840 года на соборе в Ингельхайме он одобрил восстановление на кафедре Реймса архиепископа Эббона, а в 846 или в 847 году на Парижском соборе поставил свою подпись под актом о новом осуждении этого прелата. Фольквин в 849 году присутствовал на соборе в Кьерси, осудившем учение о предопределении Годескалька, а в 853 году — на Суассонском соборе, рассмотревшем вопросы о церковной дисциплине и взаимоотношениях королевской власти и церкви Франкского государства.
По свидетельству Флодоарда, Фольквин был адресатом одного из писем архиепископа Реймса Гинкмара. В этом послании тот поручал епископу Теруана рассмотреть жалобу одного из клириков на притеснения со стороны епископа Нуайона Иммона, а также просил передать новому кафедральному собору Реймса какие-нибудь из святых реликвий, хранившихся в Теруане. О том, какой был дан ответ на это послание, ничего не известно.

### Последние годы
В 853 году король Карл II Лысый назначил епископа Фольквина одним из двенадцати церковных «наместников» (лат. missatica), области полномочий которых, вероятно, совпадали с территориями митрополий, входивших в Западно-Франкское государство.
К этому времени Фольквин был уже глубоким старцем. Как сообщает житие святого, под тем предлогом, что из-за этого тот не мог уже в должной мере исполнять свои обязанности, король Карл II Лысый, в нарушение церковных канонов, прислал в Теруан своего человека, который должен был сместить епископа и сам возглавить епархию. Однако этого так и не произошло: после одной из воскресных месс Фольквин публично проклял как того, кто прибыл, чтобы занять его место, так и всех сопровождавших его лиц. По словам жития, тех, на кого обрушился гнев епископа, охватил внезапный страх, они в ужасе бежали из города, но на обратной дороге претендент на епископскую кафедру упал с коня и умер, а все те, кто был с ним, в течение года погибли в результате несчастных случаев.
Святой Фольквин скончался 15 декабря 855 года в селении Эскельбек, во время одной из пастырских поездок по своей епархии. Согласно высказанному им ранее пожеланию, его тело было перевезено в Теруан и похоронено рядом с могилой святого Омера.
Опасаясь, что король Карл II Лысый вновь попытается неканонически поставить во главе Теруанской епархии своего человека, архиепископ Гинкмар Реймсский поручил епископу Лана Пардулю проконтролировать ход выборов. В результате, с согласия духовенства и народа Теруана, на эту кафедру был возведён монах Прюмского аббатства святой Гумфрид.

### Посмертное почитание
Уже вскоре после смерти Фольквин стал почитаться в Теруанской епархии как святой. Впоследствии его культ распространился и на другие земли Фландрии. 13 ноября 928 года произошло обретение мощей святого: с согласия аббата Сен-Бертина Адалольфа и епископа Этьена, останки Фольквина были извлечены из его могилы и помещены на алтарь церкви Сен-Бертинского монастыря. Около 967 года дальний родственник святого, аббат Лоббского монастыря Фольквин, написал житие своего предка, передающее предания о жизни святого епископа и многочисленных чудесах, якобы, совершённых им. Это самое раннее агиографическое сочинение, посвящённое этому святому. 7 июня 1181 года было осуществлено новое перенесение мощей Фольквина Теруанского.
В настоящее время святой Фольквин почитается Римско-католической церковью как святой. Его имя внесено в Римский мартиролог. День памяти Фольквина отмечается 14 декабря, а в Аррасской епархии также 7 июня и 13 ноября. Он является святым покровителем нескольких городов, в том числе Эскельбека, Питгама и Волькеренкова.